# Au maréchal de Schomberg
L'ode Au maréchal de Schomberg est un poème de Tristan L'Hermite adressé à Charles de Schomberg, maréchal de France, pour célébrer la victoire de Leucate en 1637. L'ode est publiée dans le recueil des Vers héroïques en 1648.

## Présentation

### Contexte
Le poème de Tristan L'Hermite est adressé à Charles de Schomberg, maréchal de France, pour célébrer la victoire de Leucate en 1637. 
Dans le « concert d'éloges » qui répondit aussitôt à cet événement, Napoléon-Maurice Bernardin considère comme « la plus importante sans contredit la belle ode que Tristan composa pour son camarade d'enfance Charles de Schomberg, duc d'Halluin, gouverneur du Languedoc, quand, le lendemain de l'anniversaire de la naissance du roi, dans la nuit du 28 au 29 septembre 1637, il eut, par une attaque hardie, délivré Leucate des Espagnols ». Cette ode « de 216 vers, qui est d'une scrupuleuse fidélité historique, est digne du beau fait d'armes qu'elle célèbre ».

### Strophes
Philippe Martinon attribue à Tristan L'Hermite la paternité de « douzains que le huitain aab cbccb termine. Ils ne sont pas parfaits, le huitain ne l'étant pas non plus, mais c'est que le XVIIe siècle a fait de mieux en ce genre ». Tristan l'emploie dans trois combinaisons différentes, dont la plus satisfaisante compose l'ode adressée Au maréchal de Schomberg :
|  | Tes héroïques aventures Que les muses vont mettre au jour Donneront aux races futures De la merveille et de l'amour. Une ardente et claire planète Ne saurait souffrir qu'on me mette Au rang des vulgaires auteurs ; Ma plume a des traits infaillibles Et sait des secrets enchanteurs Par qui tes miracles visibles, S'ils ne trouvent des insensibles, Trouveront des adorateurs. | Mais le travail où je m'applique Demanderait trop de vigueur ; D'une image si magnifique Je ne dois peindre que le cœur. Un autre occupera ses veilles À marquer les hautes merveilles Des qualités dont tu reluis : Il fera voir avec adresse Tes ans aux bonnes mœurs instruits Dans le Printemps de ta jeunesse : Ces belles fleurs dont la promesse S'acquitte par de si beaux fruits. |  |

L'ode est publiée dans le recueil des Vers héroïques, en 1648.

## Postérité

### Éditions nouvelles
En 1925, Pierre Camo intègre l'ode À monseigneur le Mareschal de Schomberg, sur le combat de Locate dans sa sélection de poèmes des Vers héroïques. En 1962, Philip Wadsworth reprend le poème dans son choix de Poésies de Tristan pour Pierre Seghers.

### Éditions modernes

#### Œuvres complètes
- Jean-Pierre Chauveau et al., Tristan L'Hermite, Œuvres complètes (tome III) : Poésie II, Paris, Honoré Champion, coll. « Sources classiques » (no 42), 2002, 736 p. (ISBN 978-2-7453-0607-4)

#### Anthologies
- Pierre Camo (préface et notes), Les Amours et autres poésies choisies, Paris, Garnier Frères, 1925, XXVII-311 p.
- Philip Wadsworth (présentation et notes), Tristan L'Hermite : Poésies, Paris, Pierre Seghers, 1962, 150 p.

### Ouvrages cités
- Napoléon-Maurice Bernardin, Un Précurseur de Racine : Tristan L'Hermite, sieur du Solier (1601-1655), sa famille, sa vie, ses œuvres, Paris, Alphonse Picard, 1895, XI-632 p.
- Philippe Martinon, Les Strophes : Étude historique et critique sur les formes de la poésie lyrique en France depuis la Renaissance, Paris, Honoré Champion, 1912, 615 p. (lire en ligne)
- César-Pierre Richelet, La versification françoise ou L'art de bien faire et de bien tourner les vers, Paris, Loyson, 1671, 276 p. (lire en ligne)